# 消費者契約法
消費者契約法（しょうひしゃけいやくほう、平成12年5月12日法律第61号）は、「消費者と事業者との間の情報の質及び量並びに交渉力の格差に鑑み、事業者の一定の行為により消費者が誤認し、又は困惑した場合等について契約の申込み又はその承諾の意思表示を取り消すことができることとするとともに、事業者の損害賠償の責任を免除する条項その他の消費者の利益を不当に害することとなる条項の全部又は一部を無効とするほか、消費者の被害の発生又は拡大を防止するため適格消費者団体が事業者等に対し差止請求をすることができることとすることにより、消費者の利益の擁護を図り、もって国民生活の安定向上と国民経済の健全な発展に寄与すること」に関する日本の法律である（第1条）。
2000年（平成12年）5月12日公布、2001年（平成13年）4月1日施行。
消費者団体訴訟制度を盛り込んだ改正法（消費者契約法の一部を改正する法律、平成18年法律第56号）が2007年（平成19年）6月から施行されている。

## 主務官庁
- 消費者庁消費者制度課

当初の所管は経済企画庁国民生活局で、国会審議は商工委員会で行われたが、2001年（平成13年）の中央省庁再編に伴い経済企画庁が廃止されたため内閣府に移管。さらに2009年（平成21年）9月の消費者庁発足に伴い移管され現在に至る。なお、民法を所掌する法務省民事局民事第一課、商法を所掌する同商事課は本法律を所管しない。
経済産業省商務情報政策局商取引監督課、総務省総合通信基盤局電気通信技術システム課、警察庁生活安全局生活経済対策管理官職など他省庁と連携して執行にあたる。

## 構成
- 第1章 総則（第1条 - 第3条）[1]
- 第2章 消費者契約[1]
  - 第1節 消費者契約の申込み又はその承諾の意思表示の取消し（第4条 - 第7条）[1]
  - 第2節 消費者契約の条項の無効（第8条 - 第10条）[1]
  - 第3節 補則（第11条）[1]
- 第3章 差止請求[1]
  - 第1節 差止請求権（第12条・第12条の2）[1]
  - 第2節 適格消費者団体[1]
    - 第1款 適格消費者団体の認定等（第13条 - 第22条）[1]
    - 第2款 差止請求関係業務等（第23条 - 第29条）[1]
    - 第3款 監督（第30条 - 第35条）[1]
    - 第4款 補則（第36条 - 第40条）[1]

  - 第3節 訴訟手続等の特例（第41条 - 第47条）[1]
- 第4章 雑則（第48条・第48条の2）[1]
- 第5章 罰則（第49条 - 第53条）[1]
- 附則[1]

## 消費者、事業者、消費者契約とは
- 2条1項
  - 「消費者」とは、個人（事業として又は事業のために契約の当事者となる場合におけるものを除く。）をいい、事業は、営利、非営利を問わない[5]。
- 2条2項
  - 「事業者」とは、法人その他の団体及び事業として又は事業のために契約の当事者となる場合における個人をいい、 株式会社、相互会社、個人事業者はもちろんのこと、農業協同組合、宗教法人、医療法人、医師、弁護士、司法書士、国、地方公共団体、特定非営利活動法人、独立行政法人、労働組合なども「事業者」に該当する[5]。
- 2条3項
  - 「消費者契約」とは、消費者と事業者との間で締結される契約をいう（ただし、労働契約を除く）[5]。

## 消費者契約の取消し
消費者契約法に基づく、消費者契約の申込み又はその承諾の意思表示の取消しについて説明する。
- 不当な勧誘（4条関係）[6]
  - 誤認惹起型 	
    - 1. 不実の告知（4条1項1号）
    - 2. 断定的判断の提供（4条1項2号）
    - 3. 不利益事実の不告知（4条2項）

  - 困惑惹起型
    - 4. 不退去（4条3項1号）
    - 5. 退去妨害（4条3項2号）
    - 6. 退去困難場所への同行勧誘（４条３項３号）
    - 7. 相談連絡妨害（４条３項４号）
    - 8.経験不足による不安をあおる告知（４条３項５号）
    - 9.経験不足による好意の感情に乗じた破綻告知（４条３項６号）
    - 10.判断力低下による不安をあおる告知（４条３項７号）
    - 11.霊感等による知見を用いた告知（４条３項８号）
    - 12.契約前の義務実施・契約目的物の現状変更（４条３項９号）
    - 13．契約前活動の損失補償請求（4条3項10号）

  - 過料契約（4条4項）
- 不当な契約条項（8〜10条関係）[7]
  - 事業者の損害賠償責任を免除する条項の無効（8条）
  - 消費者の解除権を放棄させる条項等の無効（8条の2）
  - 事業者に対し後見開始の審判等による解除権を付与する条項の無効（8条の3）
  - 消費者が支払う違約金等の額を過大に設定する条項 の無効（9条1号）
  - 年14.6％を超える遅延損害金を定める条項の無効（9条2号）
  - 消費者の利益を一方的に害する条項の無効（10条）

## 消費者の利益を一方的に害する条項の無効
任意規定の適用による場合に比べ、消費者の権利を制限し、又は消費者の義務を加重する消費者契約の条項であって、信義則に反して消費者の利益を一方的に害するものは、無効となる。ここで任意規定の意義については、明文の規定のみならず、一般的な法理等も含まれる。この解釈を明確にするため、平成28年の改正で、「消費者の不作為をもって当該消費者が新たな消費者契約の申し込み又はその承諾の意思表示をしたものとみなす条項」を例示としてあげることとした。

### 運用
消費者契約法上、オンラインゲームの利用規約が不明確で複数の解釈の余地がある場合、「自己に有利な解釈に依拠して運用している疑いを払拭できない」ため、規約差し止めとなった裁判事例がある。また、オンラインゲームの一方的なアカウント停止は権利濫用、損害が発生している場合は損害賠償請求、無料利用であってもポイントなどに財産的利益を主張できるとする立場がある。
ただし、建物賃貸借契約における更新料特約を無効、有効とした裁判事例もある。